# Smörgåskrasse

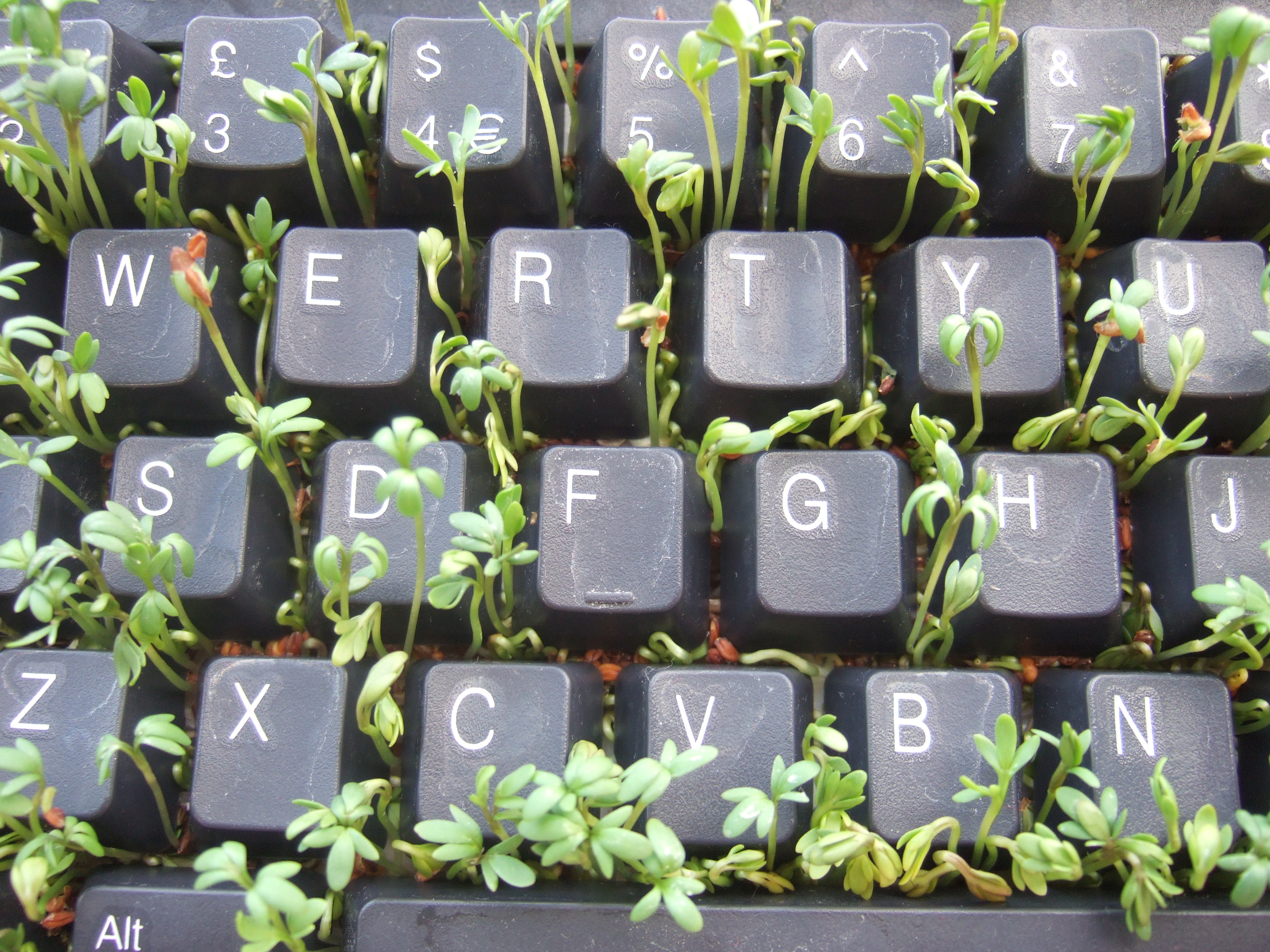
Smörgåskrasse har små krav på jordmån, ett begagnat tangentbord kan fungera som såbädd.

Smörgåskrasse (Lepidium sativum) L. (även kryddkrassing, kryddkrasse, trädgårdskrasse) är en ett- eller tvåårig ört, som tillhör släktet krassingar.

## Beskrivning
Växten är genetiskt besläktad med vattenkrasse (Nasturtium officinale) och Senapsläktet (Sinapis).
Kromosomtalet är 2n = 16.
Denna ört kallas ibland enbart för krasse, men bör ej blandas samman med prydnadsväxterna i släktet krassar, exempelvis indiankrasse. Smörgåskrasse kan bli upp till 60 cm hög. 
Fröna gror lätt, och smörgåskrasse kan därför lätt odlas hemma.
Groddarna blir 5–6 mm långa och 3–4 mm breda på en vecka från sådd, och kan skördas betydligt längre efter två veckor.
Den skarpa smaken orsakas av glukosinolat.

## Underarter
Lepidium sativum subsp. sativum

Lepidium sativum subsp. spinescens (DC.) Thell.

Lepidium sativum var. crispum (Medik.) DC.

Lepidium sativum var. latifolium DC.

Lepidium sativum var. spinescens (DC.) Jafri

## Habitat
Örten kommer ursprungligen från medelhavsområdet.
Den förekommer i Irak, Iran, Afghanistan, och Pakistan.
Den finns, men ej ursprunglig, i Argentina, Chile, Indien, Japan, Kanada (Québec), Kenya, Kina, Nya Zeeland,  Nya Kaledonien och USA (Florida).
Den finns även vild i syd- och mellansverige kring vattendrag.

## Etymologi
Krasse kan härledas från ett gammalt germanskt ord, cresso med betydelsen skarp, kryddig.
Lepidium kan hänföras till grekiska.
Sativum" kommer av latin = planterat, odlat.

## Smörgåskrasse som livsmedel
Normalt konsumeras smörgåskrasse, när den blivit mellan 5 och 13 cm hög, men bladen kan ätas under hela växtens livstid.
Örtens groddar används färska som kryddgrönt på smörgås, i sallader och sås. De förlorar mycket av smaken om de värms. Kryddkrasse har starkare smak än sin släkting vattenkrasse.
Färska eller torkade frön kan användas för att ge en pepprig smak.
I Anwisning til Wäxt-Rikets kännedom skrev med. dr. Carl Fredrik Hoffberg år 1784:
| ” | Hälsosam sallat, drifwer urin, botar skjörbjugg, som hela denna class: fröen stötte med wattn eller olja til salwa, borttaga hufwudsår hos barn, då den påstrykes | „ |

## Näringsämnen
| Ämne                                           | Mängd (mg) | VDI a) (%) |
| ---------------------------------------------- | ---------- | ---------- |
| K-vitamin                                      | 0,541 9    | 516        |
| C-vitamin (askorbinsyra)                       | 69         | 83         |
| A-vitamin (retinol)                            | 0,034 6    | 43         |
| Mangan                                         | 0,553      | 26         |
| B2-vitamin (riboflavin)                        | 0,26       | 22         |
| B9-vitamin (folsyra)                           | 0,08       | 20         |
| B6-vitamin (pyridoxalfosfat)                   | 0,247      | 19         |
| Kalium                                         | 0,806      | 13         |
| Fosfor                                         | 76         | 11         |
| Kalcium                                        | 81         | 8          |
| B3-vitamin (niacin)                            | 1          | 7          |
| B1-vitamin (tiamin)                            | 0,08       | 7          |
| E-vitamin                                      | 0,7        | 5          |
| B5-vitamin (pantotensyra)                      | 0,247      | 5          |
| Magnesium                                      | 38         |            |
| Natrium                                        | 14         |            |
| Lutein                                         | 12,5       |            |
| Jod                                            |            |            |
| Järn                                           | 1,30       |            |
| Svavel                                         |            |            |
| Zink                                           | 0,23       |            |
| a) Vägledande dagligt intag för vuxna personer |            |            |

| Ämne                          | Ämne |
| ----------------------------- | ---- |
| Vatten                        | 89,4 |
| Socker                        | 4,4  |
| Protein                       | 2,6  |
| Mineraler och mikronutrienter | 1,8  |
| Kostfiber                     | 1,1  |
| Fett                          | 0,7  |

## Bilder

Bildgalleri
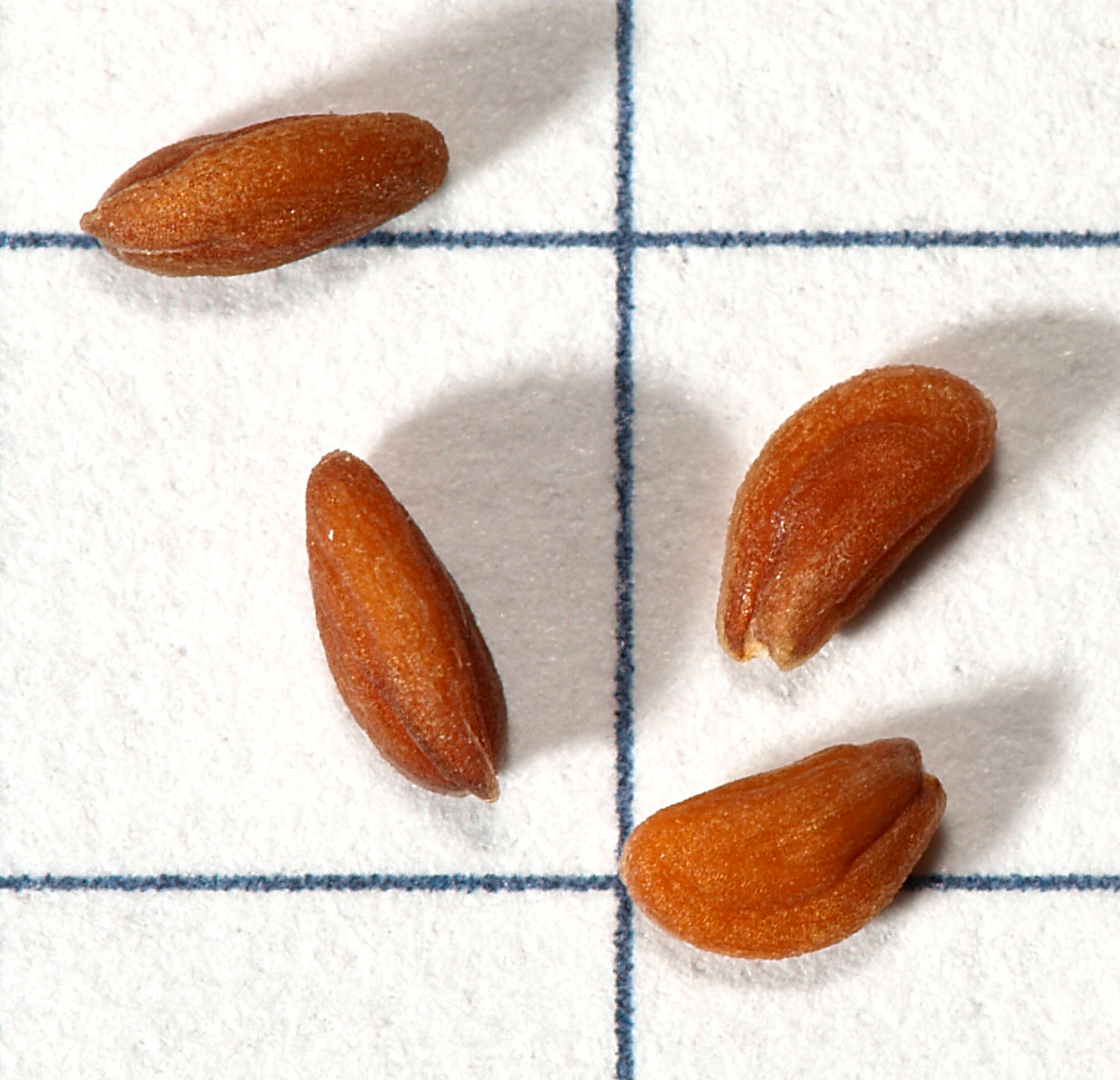
Frön Nätmaskorna är 5 mm
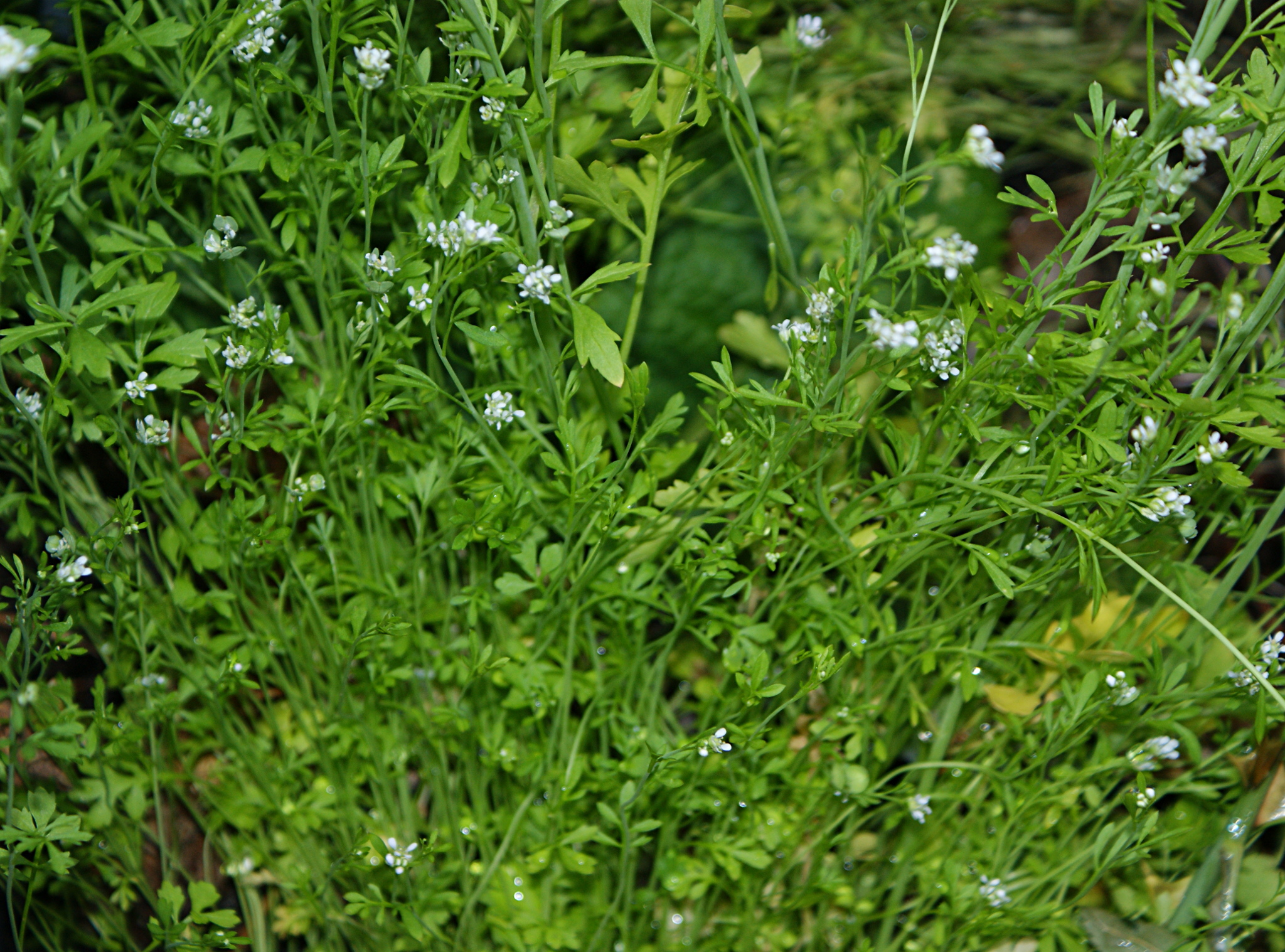
Blommor
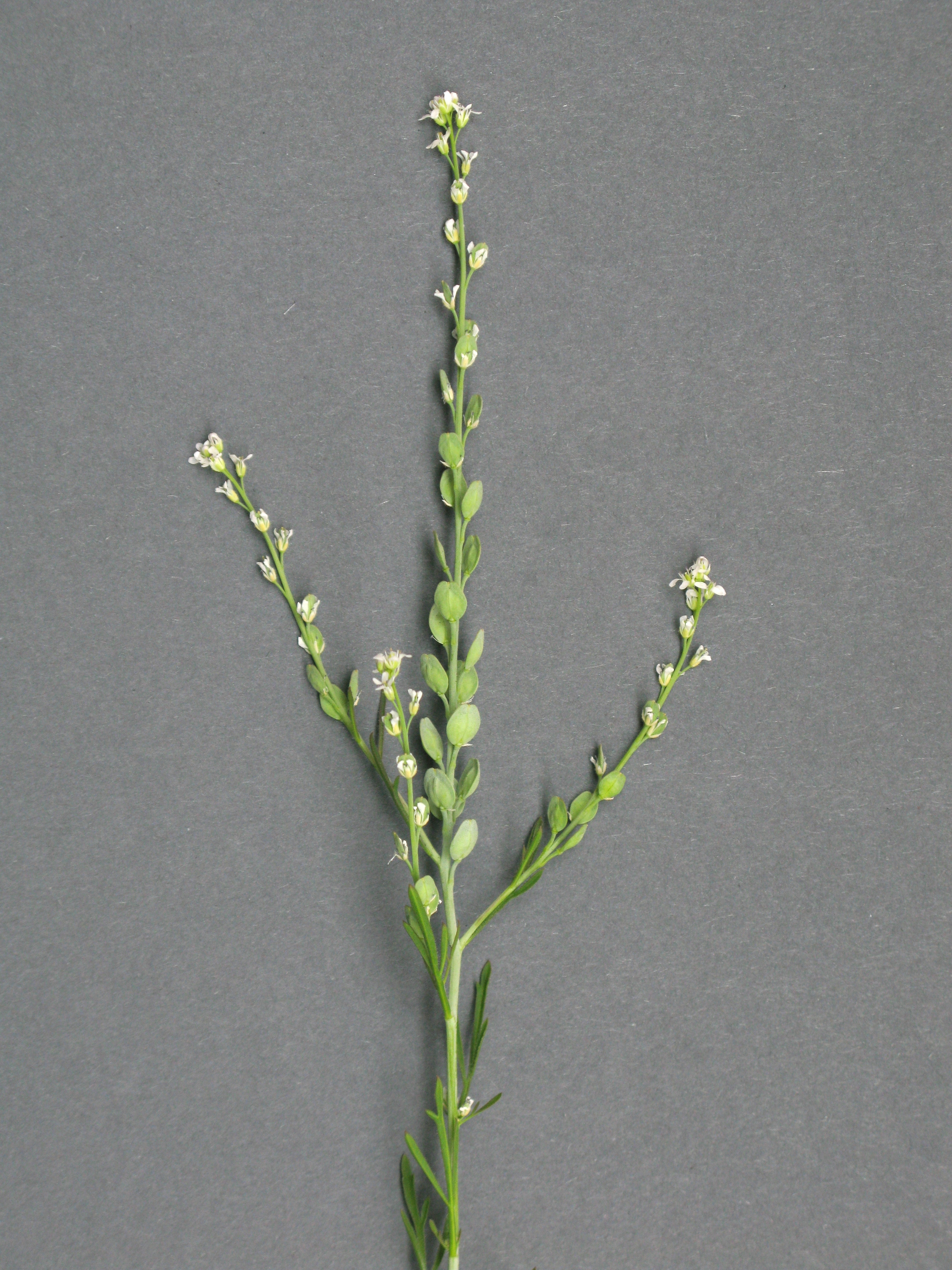
Racem med blommor
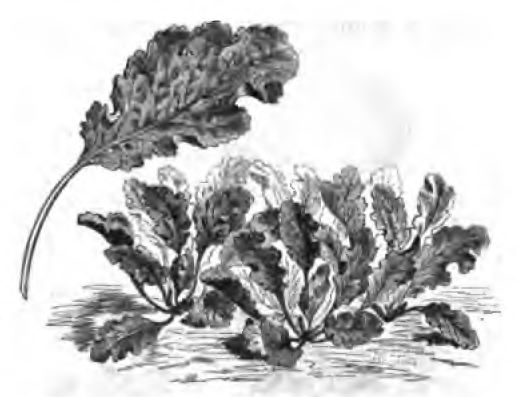
Krusbladig variant